# Der Sonnenmacher
Der Sonnenmacher ist ein Bilderbuch für Vorschulkinder von Susanne und Jörg Hilbert. Das Buch enthält das Libretto mit Noten und eine Musical-CD.
Die Geschichte wird von Martin Baltscheit erzählt.

## Inhalt
Das Buch erzählt die Geschichte von einem kleinen grünen Laubfrosch, der den ganzen Tag auf einem Baum sitzt und Schnaken frisst. Eines Tages möchte er nachgucken, ob es auf dem höchsten Ast ebenfalls Schnaken gibt.
Doch als er nach oben klettert, scheint die Sonne immer heißer. Also klettert er rasch wieder nach unten. Je tiefer er kommt, desto schlechter wird das Wetter. Da der Regen seiner Haut guttut, klettert er bis ganz nach unten, wo er auf viele Tiere stößt, die sich über das schlechte Wetter beschweren. Da der Frosch gerne von ihnen bewundert werden möchte, klettert er nach oben, damit die Sonne scheint. Nach einiger Zeit hat er jedoch einen Sonnenbrand und seine Haut ist rot.
Da entdeckt ihn ein weiblicher Frosch, der sich aber wegen seiner roten Haut wieder von ihm abwendet. Der Frosch springt der Dame nach, so dass es wieder anfängt zu regnen. Durch das Wasser wird seine Haut wieder grün und die Froschdame verliebt sich in ihn.

## Lieder
In die Geschichte sind sechs Lieder eingebettet. Da geht es mal darum, dass Frösche Schnaken fressen, während Kinder Pommes mögen, oder darum, dass der Frosch röter ist „als die Feuerwehr erlaubt“. Die Stücke werden von Tabea Hilbert gesungen und eignen sich auch zum Mitsingen.

## Kritiken
„Mit farbenfrohen Illustrationen des Ritter-Rost-Erfinders Hilbert und Noten aller Lieder ein kindgemäßes Musik- und Mitmachbuch für Vorschulkinder!“ -- Obermain-Tagblatt
„Susanne und Jörg Hilbert erzählen mit Wort, Bild und Musik von dem kleinen Sonnenmacher. Helle, frohe Illustrationen begleiten den Aufstieg des Frosches vom Regen zur Sonne und vom missachtet werden zum bewundert werden.“  -- dpa, Kulturmeldungen
„In bewährt witziger Manier präsentiert Jörg Hilbert nicht nur eine liebenswerte Geschichte, sondern animiert die Kids zum Mitsingen und Nachspielen und fördert dadurch unter anderem Sprachvermögen und Kreativität.“ -- TOYS